# Rockstar (песня Лисы Манобан)
«Rockstar» — сингл тайской рэперши и певицы Лисы Манобан, участницы южнокорейской гёрл-группы Blackpink, выпущенный лейблами Lloud и RCA Records 28 июня 2024 года. Это её первый сольный сингл за три года и первый релиз под лейблом Lloud и RCA после ухода из YG Entertainment и Interscope Records в 2023 году.
«Rockstar» получил положительные отзывы от музыкальных критиков, которые назвали его лучшим сольным материалом Лисы. Песня имела коммерческий успех и заняла четвёртое место в Billboard Global 200 и первое место в Billboard Global Excl. U.S., став третьим хитом Лисы в десятке лучших в обоих чартах и первым хитом номер один в последнем. В США песня стала третьим и самым успешным сольным хитом Лисы в Billboard Hot 100, заняв 70-е место. Сопровождающее песню музыкальное видео было снято в Бангкоке и выпущено на YouTube-канале Lloud одновременно с релизом сингла.
Сопровождающий клип был снят Генри Шофилдом и выпущен на YouTube одновременно с релизом сингла. В клипе, снятом в стиле киберпанк, отдается дань уважения тайской культуре, а также показаны различные места в Бангкоке, включая Яоварат Роуд, что вызвало всплеск туристической активности в регионе. Для продвижения сингла Лиса выступила на MTV Video Music Awards, Global Citizen Festival и Victoria’s Secret Fashion Show. На первой церемонии награждения песня «Rockstar» получила четыре номинации и победила в категории «Лучший K-Pop», сделав Лису первым сольным исполнителем, получившим эту награду дважды.

## Предыстория
В сентябре 2021 года Лиса выпустила свой дебютный сингл-альбом Lalisa и синглы «Lalisa» и «Money» через лейбл YG Entertainment с мировым коммерческим успехом. В декабре 2023 года YG Entertainment подтвердили, что она не стала продлевать контракт с лейблом для индивидуальной деятельности. Лиса основала собственную компанию под названием Lloud в феврале 2024 года. Два месяца спустя она подписала контракт с лейблом RCA Records, согласившимся работать в партнёрстве с Lloud, чтобы выпускать её сольную музыку. «Rockstar» — первый релиз Лиcы под управлением Lloud и RCA Records после её ухода из YG Entertainment.

## Композиция
Продюсерами «Rockstar» выступили Райан Теддер и Сэм Хомаи; тексты песен написали Лиса, Бриттани Амарадио, Джеймс Эссиен, Люси Хили, Райан Теддер и Сэм Хомаи. Песня была описана как хип-хоп трек, характеризующийся «гиперпоп-битами» и «киберпанковой психоделией». Также было отмечено, что она «напоминает японский хип-хоп начала 2000-х годов с вкраплениями современного R&B/хип-хопа во время бриджа». В песне использован семпл «New Person, Same Old Mistakes» рок-группы Tame Impala.

## Отзывы
| Оценки критиков | Оценки критиков                                                                    |
| Источник        | Оценка                                                                             |
| --------------- | ---------------------------------------------------------------------------------- |
| IZM             | 3,5 из 5 звёзд · 3,5 из 5 звёзд · 3,5 из 5 звёзд · 3,5 из 5 звёзд · 3,5 из 5 звёзд |
| NME             | 3 из 5 звёзд · 3 из 5 звёзд · 3 из 5 звёзд · 3 из 5 звёзд · 3 из 5 звёзд           |

Пуах Зивей из NME поставил «Rockstar» три звезды из пяти, отметив, что, хотя «хвастливая» лирика трека была «настолько наигранной, насколько это возможно», уникальный магнетизм Лисы «возвысил его над всеми её сольными работами, что были до сих пор». Похвалив хук «Лиса, ты можешь научить меня японскому? Я сказал: „Хай, хай“», Пуа признал строчку «очаровательно язвительной» в том смысле, что она критикует «тех, кто считает Азию расовым монолитом». Марибель Гамес-Рейес высоко оценила песню для The Highlander как веселый трек с большим сценическим потенциалом, хотя, по её мнению, его подпортили излишние слова. Она похвалила Лизу за демонстрацию её статуса универсала в рэпе, пении и танцах, а также за постановку, которая менялась в соответствии с каждым сегментом, включая использование спокойного инструментала из песни Tame Impala «New Person, Same Old Mistakes». Аналогично, Деррик Тан из Lifestyle Asia оценил песню как «танцевальное зрелище, подкрепленное захватывающим басом», отметив при этом, что текст не очень поэтичен. Пак Су Чжин из IZM раскритиковал монотонность звуковой композиции песни, но похвалил «Rockstar» за ее очарование и синергию в сочетании с исполнением Лисы .
Написав рецензию для Elle India, Экта Синха назвала «Rockstar» 10-й лучшей K-pop песней года и лучшей сольной работой Лисы, описав её как «буйную мелодию», похожую на её сингл-альбом Lalisa (2021) с дополнительным уровнем харизмы.

## Награды и номинации
| Год                      | Организация | Награда                             | Результат | Ссылка |
| ------------------------ | ----------- | ----------------------------------- | --------- | ------ |
| Asian Pop Music Awards   | 2024        | Top 20 Songs of the Year (Overseas) | Победа    | [ 15 ] |
| Asian Pop Music Awards   | 2024        | People’s Choice Award (Overseas)    | 2-е место | [ 16 ] |
| Asian Pop Music Awards   | 2024        | Best Producer (Overseas)            | Номинация | [ 17 ] |
| Asian Pop Music Awards   | 2024        | Song of the Year (Overseas)         | Номинация | [ 17 ] |
| Clio Awards              | 2025        | Music Marketing – Music Videos      | 3-е место | [ 18 ] |
| iHeartRadio Music Awards | 2025        | Best Music Video                    | Номинация | [ 19 ] |
| MTV Video Music Awards   | 2024        | Best K-Pop                          | Победа    | [ 20 ] |
| MTV Video Music Awards   | 2024        | Best Art Direction                  | Номинация | [ 21 ] |
| MTV Video Music Awards   | 2024        | Best Choreography                   | Номинация | [ 21 ] |
| MTV Video Music Awards   | 2024        | Best Editing                        | Номинация | [ 21 ] |
| Myx Music Awards         | 2024        | Global Video of the Year            | Номинация | [ 22 ] |
| UK Music Video Awards    | 2024        | Best Pop Video International        | Номинация | [ 23 ] |

## Видеоклип
Описав проект как «оду своей тайской культуре и подлинной тайской уличной жизни», Лиса снимала клип в разных местах Таиланда, включая Яоварат-роуд в китайском квартале Бангкока и заброшенный кинотеатр на Нью-Пхетчабури-роуд. По некоторым данным, она заплатила 20 000 тайских батов (~540 долларов США) каждому владельцу магазина на Яоварат-роуд, чтобы тот закрылся пораньше для съемок клипа. Дорога была закрыта с 2:00 до 5:00 утра в течение трех дней подряд.
В клипе, демонстрирующем интенсивную хореографию, была задействована труппа из 100 тайских танцоров.

## Коммерческий успех
Песня «Rockstar» дебютировала на четвёртом месте в Billboard Global 200, став третьим хитом Лисы в первой десятке после синглов 2021 года «Lalisa» и «Money». Песня также дебютировала на первом месте в чарте Billboard Global Excl. U.S. с 94,2 миллионами потоков и 44 000 продаж за пределами США в период с 28 июня по 4 июля. Это стало её первой песней номер один в этом чарте и третьим хитом в десятке после «Lalisa» и «Money». Лиса стала третьей участницей Blackpink с сольным номером один в чарте, после песен «On the Ground» Розэ (2021) и «You & Me» Дженни (2023). Таким образом, Blackpink стали единственной группой в истории, в которой три участницы стали солистками номер один. В США песня «Rockstar» дебютировала под номером 70 в Billboard Hot 100, став самым высоким чартом для Лисы и третьим после «Lalisa» и «Money».

## Концертные выступления
11 сентября 2024 года Лиса дебютировала с песней «Rockstar» на церемонии вручения наград MTV Video Music Awards 2024, проходившей на UBS Arena в Элмонте (штат Нью-Йорк), где получила за нее награду в номинации «Лучший к-поп». Она исполнила песню в качестве хедлайнера фестиваля Global Citizen Festival, который состоялся 28 сентября в Центральном парке Нью-Йорка. Она также исполнила ее в качестве вступительной песни на Victoria’s Secret Fashion Show 2024 15 октября на Brooklyn Navy Yard в Нью-Йорке.
Она также исполнила песню на фестивале музыки и искусств Коачелла 11 и 18 апреля 2025 года.

## Влияние

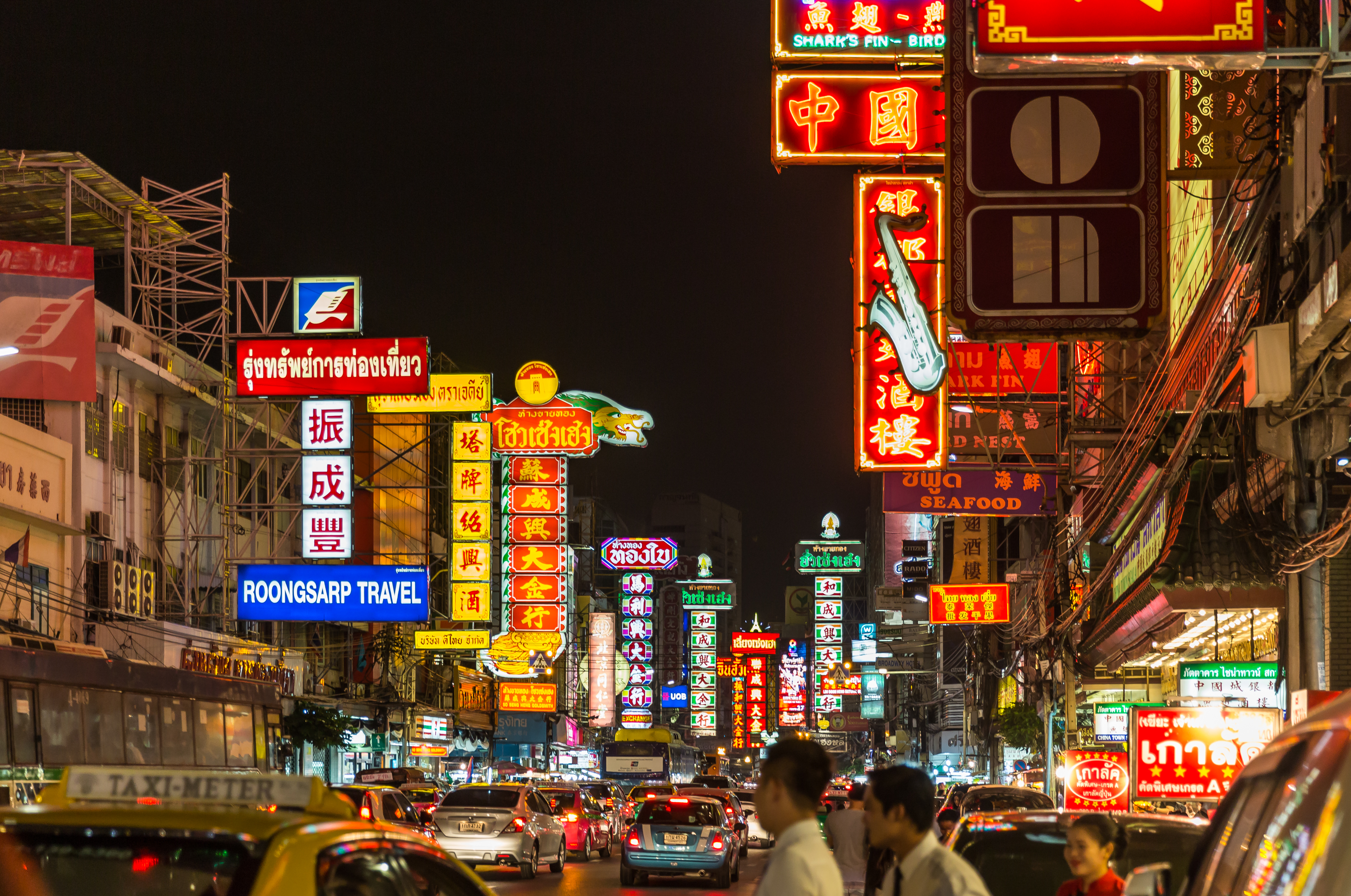
Yaowarat Road, где проходили съемки клипа «Rockstar», после его выхода на экраны пережил всплеск туристической активности.

Песня «Rockstar» вызвала всплеск популярности бангкокского района Яоварат из-за её появления в клипе, что значительно стимулировало туризм и экономику района. Пратхет Танкуранун, директор по технологиям корпорации True Corporation, сообщил, что количество пользователей мобильных телефонов в районе увеличилось на 15 % по сравнению с неделей до выхода песни. Использование приложений для смартфонов в районе также увеличилось, в том числе на 20 % для YouTube, 15 % для X и 15 % для Line. В ответ на резкое увеличение числа посетителей столичная администрация Бангкока (BMA) и Министерство туризма и спорта работали над повышением безопасности и инфраструктуры в Яоварате и приняли такие меры, как расширение дорожных барьеров, улучшение утилизации отходов и перенаправление движения. Губернатор Бангкока Чадчарт Ситтипунт возглавил инспекционную поездку, чтобы оценить и улучшить готовность района к растущему числу туристов. Туристическое управление Таиланда (ТАТ) также сообщило о планах использовать эту возможность, развивая новые виды туризма в Яоравате и близлежащих районах, таких как Сампенг, Талат Ной, Сонг Ват и Ванг Бурапха.
Музыкальные критики утверждали, что «Rockstar» закрепил «статус Лисы как культовой фигуры в Таиланде» благодаря тому, что она приняла свой образ тайской певицы. Работая с местными съемочными группами и персоналом для создания клипа, она продемонстрировала свои тайские корни и стала примером для других звезд K-pop, как можно сделать успешную сольную карьеру, используя аутентичность в своих интересах. Мэри Джейн Эйнсли, доцент кафедры международных коммуникаций Ноттингемского университета, также отметила, что «Rockstar» стал символом изменения определения «тайского» после периода быстрого экономического роста и социальных перемен в стране. Вместо ранее признанных «глобальных ориенталистских стереотипов „солнца, моря и секса“» и «иконографии шелков и цветов лотоса», клип и тексты песен представили «неоново-гранжевую эстетику ночного киберпанка», которую Эйнсли назвала «паназиатской эстетикой нуара». Она утверждала, что песня отражает растущее желание тайских потребителей найти в своей собственной культуре видение «азиатско-ориентированной современности», которую они ранее находили в K-pop.
Песня вызвала дискуссию о том, что считать К-попом или тайской поп-музыкой, иначе известной как T-pop. Из-за того, что клип был снят в Бангкоке и в нём приняли участие многие тайские авторы, некоторые фанаты посчитали, что «Rockstar» больше ассоциируется с T-pop. Ким Джин Ву, главный исследователь южнокорейского Circle Chart, утверждал, что трек нельзя отнести к К-попу и что Лиса стремилась стать тайской поп-звездой, подчеркивая, что корейский стриминговый сервис Melon поместил его в категорию «поп», а не «танцевальный», как большинство песен К-попа. Однако Ли Гю-таг, профессор культурологии из Университета Джорджа Мейсона (США), утверждает, что «Rockstar» далека от Т-попа из-за всемирно признанной личности Лизы как К-поп-идола, и подчеркивает, что К-поп — это не национальность исполнителей, а скорее другие факторы, такие как бизнес-модели, акцент на музыкальных видео и парасоциальные отношения с фанатами. Он также указал на отсутствие в песне элементов тайской музыки, поскольку хип-хоп трек исполняется на английском языке. Некоторые корейские музыкальные критики проанализировали работу Лизы как успешный пример стратегии «локализации», которой придерживаются многие к-поп компании, сохраняя стиль к-поп, но при этом обращаясь к основной международной аудитории. Её выпуск ускоренной и замедленной версий «Rockstar» также был воспринят как соответствие международным музыкальным тенденциям, что облегчило диджеям использование их в ремиксах в клубах и на вечеринках.

## Чарты
| Чарт (2024)                              | Высшая позиция |
| ---------------------------------------- | -------------- |
| Австралия (ARIA)                         | 61             |
| Канада (Canadian Hot 100)                | 51             |
| Франция (SNEP)                           | 90             |
| Мир (Billboard Global 200)               | 4              |
| Мир (Billboard Global Excl. U.S.)        | 1              |
| Гонконг (Billboard Hong Kong Songs)      | 1              |
| Индия (IMI International Singles)        | 13             |
| Индонезия (Billboard)                    | 5              |
| Ирландия (IRMA)                          | 94             |
| Малайзия (Billboard Malaysia Songs)      | 1              |
| Нидерланды (Single Tip)                  | 25             |
| Нидерланды (Global Top 40)               | 3              |
| Новая Зеландия (RMNZ)                    | 3              |
| Сингапур (RIAS)                          | 4              |
| Республика Корея (Circle BGM Chart)      | 182            |
| Республика Корея (Circle Download Chart) | 46             |
| Китайская Республика (Billboard)         | 2              |
| Великобритания (OCC UK Singles)          | 49             |
| США (Billboard Hot 100)                  | 70             |
| США (Billboard Hot Rap Songs)            | 19             |
| США (Billboard Pop Airplay)              | 37             |

| Чарт (2024)                      | Позиция |
| -------------------------------- | ------- |
| Мир (Global Excl. US, Billboard) | 185     |

## Сертификации
| Регион                                                                      | Сертификация  | Продажи |
| --------------------------------------------------------------------------- | ------------- | ------- |
| Бразилия (ABPD)                                                             | 2× Платиновый | 80 000  |
| Канада (Music Canada)                                                       | Золотой       | 40 000  |
| Данные о продажах + прослушиваниях приведены только на основе сертификации. |               |         |

### Комментарии
1. ↑  Продюсеры: Райан Теддер и Sam Homaee